# Ingensia
Ingensia is een geslacht van weekdieren uit de klasse van de Gastropoda (slakken).

## Soorten
- Ingensia axirugosa (Dell, 1956)
- Ingensia brithys Houart, 2001
- Ingensia ingens (Houart, 1987)